# Amparo (film)
Amparo  è un film del 2012 diretto da Ricardo Pinto e Silva ispirato all'omonimo romanzo per ragazzi scritto da Lourenço Cazarré.

## Trama
La quattordicenne Maria do Amparo vuole sbarazzarsi del suo bambino di due giorni, frutto  di una violenza. Decide di buttarsi da un ponte, tenendo il figlioletto al petto.